# Мариямполис
Мариямполис (лит. Marijampolis) — деревня на территории самоуправления Вильнюсского района, в 19 км к югу от Вильнюса, при автостраде A15 Вильнюс — Лида. Центр староства (сянюнии) площадью в 12 467 га, на территории которого располагается 33 деревни и 3 хутора, проживает около 4000 жителей. 
Через деревню протекает река Юоде.

## Население
В 1959 году было 147 жителей, 
в 1970 году насчитывалось 138 человек, 
по переписи 1979 года в деревне проживало 136 жителей, 
в 1989 году население составляло 693 жителя, 
в 2001 году было 827 человек, 
в 2007 году — 1070 жителей..

## История

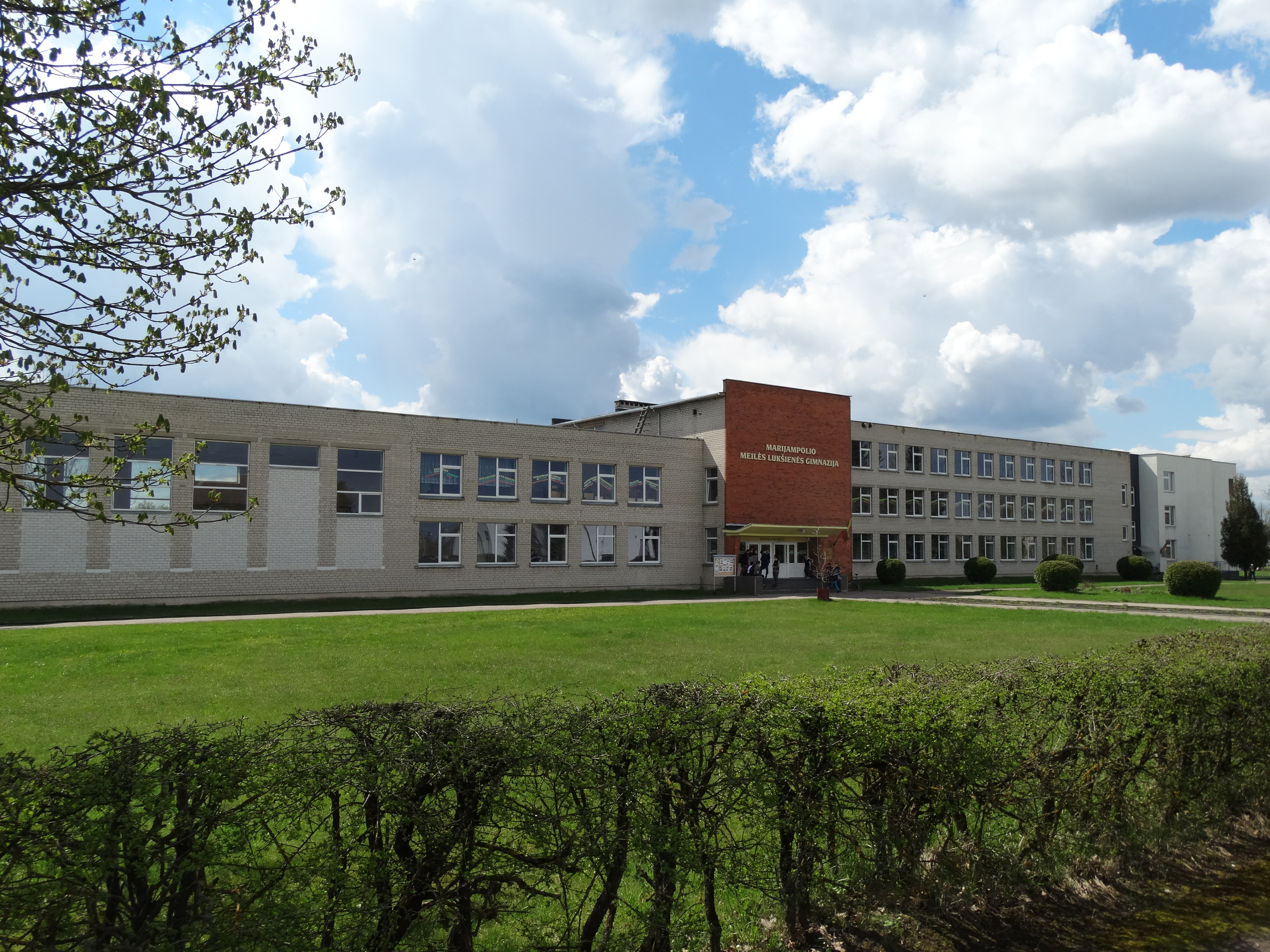
Гимназия имени Мяйле Лукшене

Первая небольшая начальная школа была открыта в 1913 году. 
В межвоенный период, когда деревня вместе с остальной территорией Виленского края была инкорпорирована в состав польского государства, в Мариямполисе действовало отделение литовского Общества Святого Казимира (закрыто в 1936 году). 
В 1957 году была построена средняя школа; это — первая литовская школа в Юго-Восточной Литве. 
В 1986 году открыты детские ясли-сад. 
В 1988 году к Мариямполису присоединена деревня Науджяй.; в самой деревне Мариямполис было до того 8 домов, в деревня Науджяй было свыше 500 жителей.

## Инфраструктура

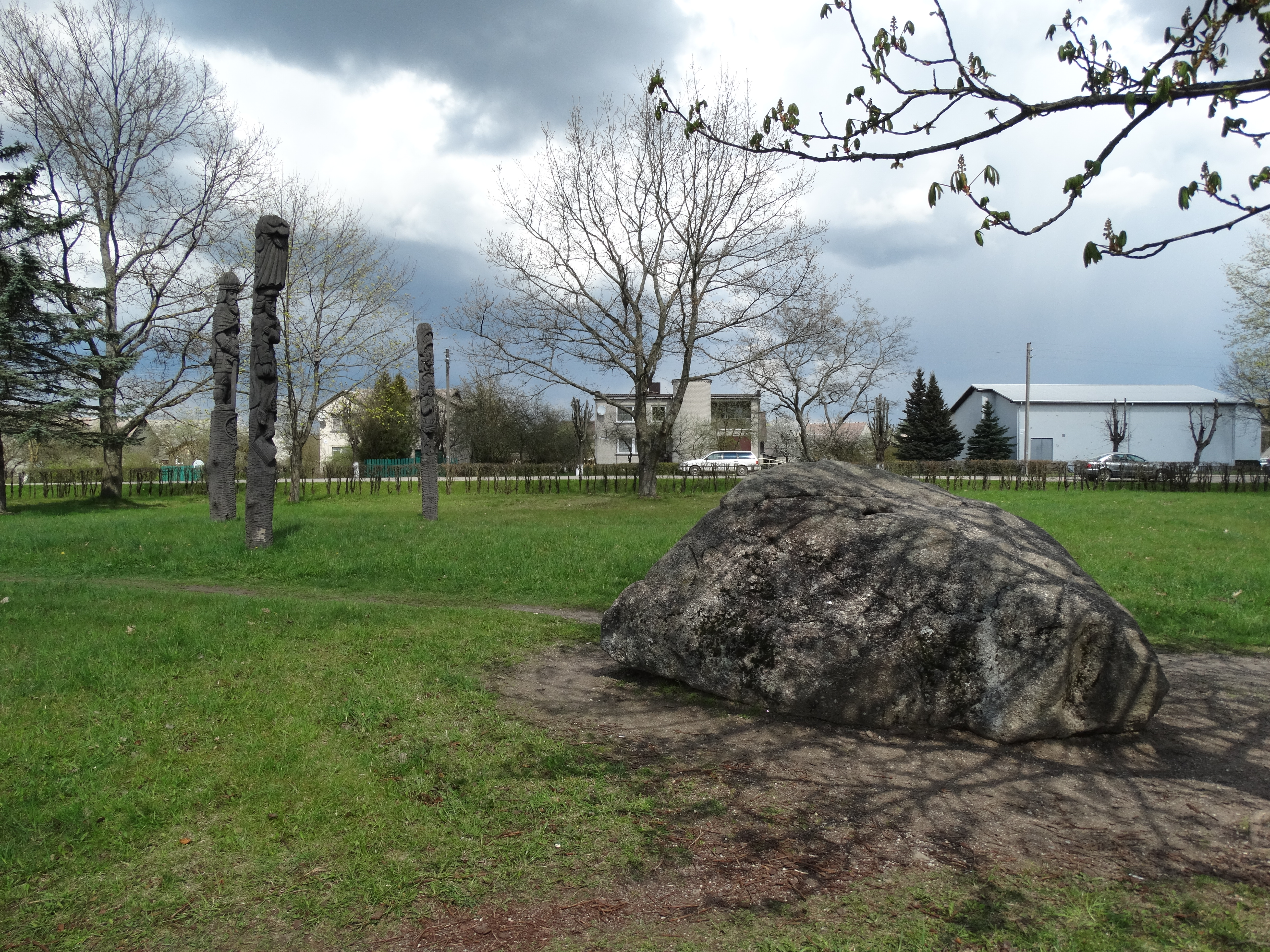
Мариямпольский «Чёртов камень»

В деревне имеются почтовое отделение, амбулатория, детские ясли-сад, гимназия имени Мяйле Лукшене с литовским языком обучения (ранее средняя школа; действует с 1957 года) и начальная школа с польским языком преподавания (с 2006 года), библиотека (1960), Центр-музей развития образования („Švietimo raidos centras‑muziejus“, учреждён в 2004 году Литовским обществом просвещения „Rytas“). 
Действует сельскохозяйственное предприятие „Migūnai“.
Достопримечательность деревни — археологический памятник Мариямпольский камень со «ступнёй чёрта».. Камень в 1992 году был включён в Регистр культурных ценностей Литовской Республики памятник мифологии регионального значения (код 5672) и охраняется государством 